# Horizonte de Cauchy
En física, un horizonte de Cauchy es un límite de tipo liviano del dominio de validez de un problema de Cauchy (un problema de valor de límite particular de la teoría de ecuaciones en derivadas parciales). Un lado del horizonte contiene geodesia espacial cerrada y el otro contiene geodésicas cerradas a modo de tiempo. El concepto lleva el nombre de Augustin-Louis Cauchy.
Bajo la condición de energía débil promedio (AWEC), los horizontes de Cauchy son inherentemente inestables. Sin embargo, existen casos de violación de AWEC, como el efecto Casimir causado por condiciones de frontera periódicas, y dado que la región del espacio-tiempo dentro del horizonte de Cauchy tiene curvas cerradas temporales, está sujeta a condiciones de contorno periódicas. Si podemos suponer que el espacio-tiempo dentro del horizonte de Cauchy viola AWEC, entonces el horizonte se estabiliza y los efectos de aumento de frecuencia se cancelan por la tendencia del espacio-tiempo a actuar como una lente divergente. Si esta conjetura se mostrara empíricamente verdadera, proporcionaría un contraejemplo a la fuerte conjetura de censura cósmica.
El ejemplo más simple es el horizonte interno de un agujero negro Reissner-Nordström.